# グレッチ
グレッチ（Gretsch）は、アメリカ合衆国の楽器メーカーのブランドのひとつ。エレクトリックギター、ベース、ドラムなどで知られる。
現在販売されているグレッチのギターはほとんど東アジアにて生産されているが、一部アメリカ製の「カスタム・ショップ」製モデルもある。2003年にフェンダーと提携関係の契約を締結。創業者フレデリック・グレッチの孫フレッド・グレッチ3世がブランドの所有権を維持しながら、グレッチブランドの楽器の開発・流通・販売はフェンダーが行う。

## 歴史

### 黎明期
1883年、ドイツからの移民であるフレデリック・グレッチ（Frederick Gretsch、フリードリヒ・グレッチュとも）によってニューヨーク・ブルックリンで創業され、当初はバンジョー、タンブリン、ドラムなどを扱っていた。1895年にフレデリックが39歳で死去し、子のフレッドが会社を継ぐ。フレッドは1916年にウィリアムスバーグのビルに会社を移し、これを機にグレッチはアメリカの代表的な楽器メーカーへと成長することとなる。

### 最盛期

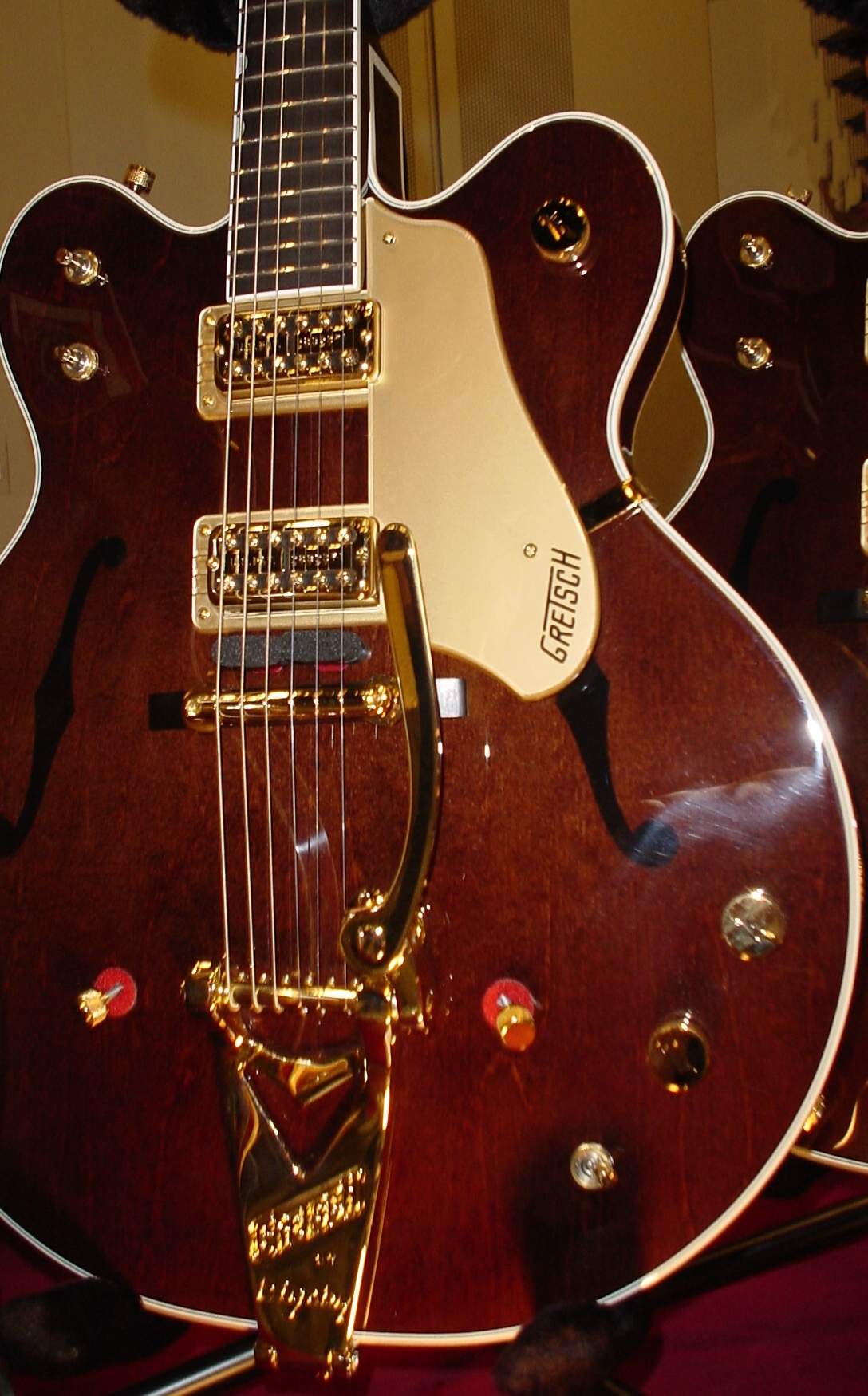
グレッチ G6122-1962 チェット・アトキンス・カントリー・ジェントルマン
Fホールはペイント。

1942年にはフレッドが引退。会社はフレッドの子、ウィリアムとフレッド・ジュニアに受け継がれる。この二人の経営者のもと、1950年代なかごろにグレッチはその全盛期を迎える。「6120」および「ホワイト・ファルコン」(シングルカッタウェイ、ダブルカッタウェイの2種類がある）に代表されるエレクトリックギターがヒット。さらにチェット・アトキンスが「カントリー・ジェントルマン」を使用したことによってその名声は不動のものとなった。アトキンスにならって多くのカントリーやロカビリーのギタリストがグレッチのギターを使用し、グレッチはギター業界においてギブソン、フェンダー、リッケンバッカー等と並ぶ地位を獲得した。
1960年代にはビートルズのジョージ・ハリスンもカントリー・ジェントルマンを携えて『エド・サリヴァン・ショー』のステージに立ち、またモンキーズにギターとドラムを提供したことから、グレッチの名はテレビを通じて全米に知られるようになった。

### 衰退と復活
1960年代後半以降、ギブソンとフェンダーがエレクトリックギター市場で人気を二分するようになり、グレッチは次第に経営不振に陥っていく。1967年に会社はボールドウィン・ピアノに買収され、また1973年1月にはアーカンソーの工場が火災に遭う。さらに同年12月にも火災が発生。こうした不幸が続く中、1980年にボールドウィンはついにグレッチのギター製造を中止してしまう。
しかし1980年代に入り、ストレイ・キャッツのブライアン・セッツァーがグレッチのギターを使用したため、グレッチへの再評価が高まった。1982年にはチャーリー・ロイがグレッチを買収するが、すぐにボールドウィンに買い戻される。1985年には会社は再びグレッチ一族の手に戻り、1989年からは新たにリイシュー・モデルを中心としたラインナップで製造を再開した。これ以降現在に至るまで、主にグレッチのギターは愛知県蟹江町にある寺田楽器で主に作られていることが知られていて品質への信頼を高めている。
2003年にはギター部門がフェンダーの傘下に入り、高級モデルはミリ規格からインチ規格になり、長野県のフジゲンや、アメリカのフェンダー・カスタム・ショップでも作られるようになった。また1995年頃よりエレクトロマチック(Electromatic)という廉価版ブランドが誕生。それらは韓国や中国で作られている。
2015年にドラム部門がドラム製造メーカーのdwの傘下となったことが発表された。

## モデル例
契約の問題でモデル名が変わっているモデルもある。仕様や型番も年代ごとに異なっている。同型でもカラーによってモデル名が異なるのも特徴である。ボールドウィンに移ると型番と仕様が一新された。
例えばテネシアンは当初、1ピックアップでシングルカッタウェイというカントリー・ジェントルマンの完全な下位機種であった。62年になるとカントリー・ジェントルマンはダブルカッタウェイとなり、ミュート機構が装着された。それまでのカントリー・ジェントルマンの仕様をほぼ継承、さらに変化させたのが2ピックアップのテネシアンである。同時期に6120もダブル・カッタウェイとなり、ミュートは1つ装着されたが、ミディアム・スケールとなっている（CGはロング・スケール）。
チェット・アトキンスのアーティスト・モデル「チェット・アトキンス・モデル」「カントリー・ジェントルマン」「テネシアン」「スーパー・チェット」などについては、1979年にアトキンスがグレッチとのエンドース契約を打ち切り、ギブソンと契約したため、名称を変更せざるを得なかったが、グレッチは2007年にアトキンスの遺族と再契約し、「テネシアン」「スーパーチェット」などを除いて再びオリジナルの名称を使用できるようになった。
- チェット・アトキンス・モデル Chet Atkins Model (一時期：ナッシュヴィル Nashville)
- カントリー・ジェントルマン Country Gentleman（一時期：カントリー・クラシック Country Classic)…時期によりモデルが変わっている
- スーパー・チェット Super Chet
- スーパー・アトキンス・アックス Super Atkins Axe
- デュオ・ジェット Duo Jet
- テネシー・ローズ Tennessee Rose（テネシアン Tennessean）
- ホワイト・ペンギン White Penguin
- ホワイト・ファルコン White Falcon

## 著名な使用者 （ギター）
- チェット・アトキンス（テネシアンやカントリー・ジェントルマンも彼の曲から） - チェット・アトキンス・モデル全般、カントリー・ジェントルマン、6119テネシアン、6120、6121、6122 他
- ジョージ・ハリスン（ビートルズ）- デュオ・ジェット、カントリー・ジェントルマン、テネシアン
- ジョー・ウォルシュ（イーグルス）- ホワイト・ファルコン、デュオ・ジェット、6120 ❛57
- スティーヴ・マリオット (スモール・フェイセス)
- ボ・ディドリー - ジュピター・サンダーバード 他
- マイク・ネスミス (モンキーズ)
- エディ・コクラン
- クリフ・ギャラップ
- ジーン・ヴィンセント
- デュアン・エディ
- ブライアン・セッツァー-ナッシュビル、シルバー・ジェット、ホットロッド 他
- ニール・ヤング
- ジ・エッジ（U2）
- ボノ（U2）
- スティーヴン・スティルス
- マルコム・ヤング（AC/DC）
- ジョン・グッドサル (ブランドX) - プロ・ジェット with Bigsby
- マシュー・アッシュマン (バウ・ワウ・ワウ）- ホワイト・ファルコン
- KTタンストール - ホワイトファルコン
- ジョン・フルシアンテ（レッド・ホット・チリ・ペッパーズ） - ホワイトファルコン
- エルヴィス・プレスリー - 6122（バックの革は外してある）
- ティム・アームストロング（ランシド） - カントリー・クラブ
- どんと（BO GUMBOS）
- 森雅樹（EGO-WRAPPIN'）- Electromatic 5120
- 遠藤賢司
- 三上寛 - ホワイトファルコン・ダブルカッタウエイ
- 山口洋（ヒートウェイヴ）- カントリー・ジェントルマン
- 久米良昌(BLACK CATS)
- 山口憲一（MAGIC、GRETSCH BROTHERS）- 6120、ダブル・アニバーサリー 他
- Kenji（The Biscats）- 6120T-55、6120、シルバージェット(1957年復刻)、ラウンドアップ　他
- 布袋寅泰 - 6120SH HOT RODブライアン・セッツァーモデル、ホワイトファルコン
- 新藤晴一（ポルノグラフィティ）- ホワイトファルコン・ダブルカッタウエイ、デュオ・ジェット
- Fukase（SEKAI NO OWARI）- ホワイトファルコン with Bigsby
- 浅井健一 - 国内GRETSCH人気の立役者、シグネイチャーモデル2種存在、テネシアン、ナッシュビル、ホワイトファルコン(インディーズ時代)
- 小沢健二 - テネシアン
- 今井寿（BUCK-TICK/Lucy） - ホワイトペンギン、テネシーローズ、Bo Diddley Signature
- 星野英彦（BUCK-TICK）- テネシーローズ
- チバユウスケ（thee michelle gun elephant、ROSSO、The Birthday） - テネシーブラック※彼のシグネイチャーモデル、テネシーローズ、ホワイトファルコン、ブラックファルコン
- 浜田省吾
- 福山雅治 - カントリージェントルマン
- 菅波栄純（THE BACK HORN）- ジェットファイヤーバード、デュオジェット
- hyde（L'Arc〜en〜Ciel）
- tetsuya（L'Arc〜en〜Ciel） - シルバージェット
- 砂田和俊（サンタラ）- ホワイトファルコン
- 阿佐亮介（アンダーグラフ）
- HISASHI（GLAY）
- 斉藤和義 - ホワイトファルコン
- MAMI（SCANDAL） - ホワイトファルコン
- INORAN（LUNA SEA、Tourbillon、Muddy Apes） - テネシアン
- 浅田信一

- EBBY (JAGATARA) - ホワイトファルコン、カントリークラブ、シルバージェット
- 藤巻亮太（レミオロメン）
- なぎら健壱
- 山口隆（サンボマスター）
- JUN (THE WILLARD) - シルバージェット 他
- 小林祐介 (THE NOVEMBERS)
- 馬場俊英 - 6119
- トータス松本 (ウルフルズ)
- 佐々木亮介（a flood of circle） - ブラックファルコン（2014年に日本人ギタリストとして初めて、エンドースメント契約を交わす）[2]
- KATSU（angela） - シルバージェット、ランチャー
- 笈川司（BUGY CRAXONE） - ラウンドアップ
- 辻詩音
- 岸谷香（PRINCESS PRINCESS）
- 小南泰葉
- ITSUKA（UNNATURAL）
- 和田唱（TRICERATOPS）
- 横山健 - ケニーファルコン（シグネイチャーモデル、その他多数所有）
- 草野マサムネ（スピッツ） - アニバーサリー
- 後藤輝基（フットボールアワー） - ボ・ディドリー 他
- ポカスカジャン
- 小西寛子  - G6120T-59GE, streamliner’63 他

## 著名な使用者 （ドラム）
- チャーリー・ワッツ（ローリング・ストーンズ）
- メル・テイラー（ザ・ベンチャーズ）- 初期に使用。
- 中村達也
- 小長井俊昌(CADILLAC、ONE NIGHT STANDS)
- 増井レミオ（パウンチホイール）
- 阿部耕作（元ザ・コレクターズ、チリヌルヲワカ、qps、TAIJI at THE BONNET）
- 﨑山龍男（スピッツ）
- ルワブ・デニス（Suspended 4th）
- ヤガミトール(BUCK-TICK)